# Vera (Almería)
Vera ist eine spanische Gemeinde im Verwaltungsgebiet Levante Almeriense der Provinz Almería in der Autonomen Gemeinschaft Andalusien. Die Einwohnerzahl von Vera bestand im Jahr 2024 aus 19.488 Einwohnern. Die Gemeinde besteht aus verschiedenen Ortsteilen.

## Geografie
Vera liegt in Andalusien, etwa 70 km nördlich von Almeria und 80 km südlich von Murcia. Die Gemeinde grenzt an die Gemeinden Antas, Cuevas del Almanzora, Los Gallardos, Garrucha, Mojácar und Turre.

### Ortschaften
- Vera
- Valle del Este
- Cabuzana
- Las Marinas
- Puerto Rey
- Vera Playa
- Pueblo Salinas
- Media Legua
- Vera Costa

## Geschichte
Das Becken von Vera war auch in der Antike bereits dicht besiedelt. Der Hauptort der Region, Vorgänger des heutigen Vera, war die Stadt Baria, die jedoch ein Stück östlich an der Mittelmeerküste im Bereich des heutigen Villaricos lag. Baria war eine punische Gründung und wurde im Rahmen der römisch-punischen Kriege 209 v. Chr. durch den römischen Feldherrn Publius Cornelius Scipio Africanus nach einer dreitägigen Belagerung erobert. Vermutlich im 1. Jahrhundert n. Chr. erhielt Beria das römische Stadtrecht eines Municipiums. Die Geschichte der Stadt in der Spätantike und im Frühmittelalter ist nur schlecht bekannt. Anscheinend gehörte die Stadt ab dem mittleren 6. Jahrhundert zu der byzantinischen Provinz Spania und gelangte in den 620er Jahren an das Westgotenreich. Im frühen 8. Jahrhundert eroberten die Araber die Region.
In den unruhigen Zeiten des frühen Mittelalters wurde die Siedlung ins Landesinnere auf den Hügel von Espiritu Santo verlegt, aber ein Erdbeben zerstörte sie 1518. Nach dem Erdbeben wurde sie an der Stelle wieder aufgebaut, an der sie sich heute befindet, als rechteckige Anlage mit acht Türmen und zwei Toren. In der Mitte befand sich die Pfarrkirche, die als Festung gebaut wurde, um das Dorf vor Piraten zu schützen. Im späten 19. Jahrhundert expandierte die Stadt aufgrund der Bergbauaktivitäten in der Region, aber danach erlebte sie einen Niedergang, bis sie sich in jüngster Zeit zu einem Touristenzentrum entwickelte. In Vera liegt das Dorf Vera Playa, welches für seinen FKK-Bereich bekannt ist, der mit Unterkünften und Nachtleben einer der größten in Europa ist. Seit 1990 hat sich Vera Playa zu einem wichtigen Zentrum für den Naturismus (Freikörperkultur) entwickelt.

## Demografie
| 8.555 | 8.853 | 8.575 | 9.142 | 7.491 | 5.207 | 5.007 | 4.688 | 4.992 | 4.909 | 5.341 | 5.823 | 7.664 | 14.650 | 17.607 |

## Galerie

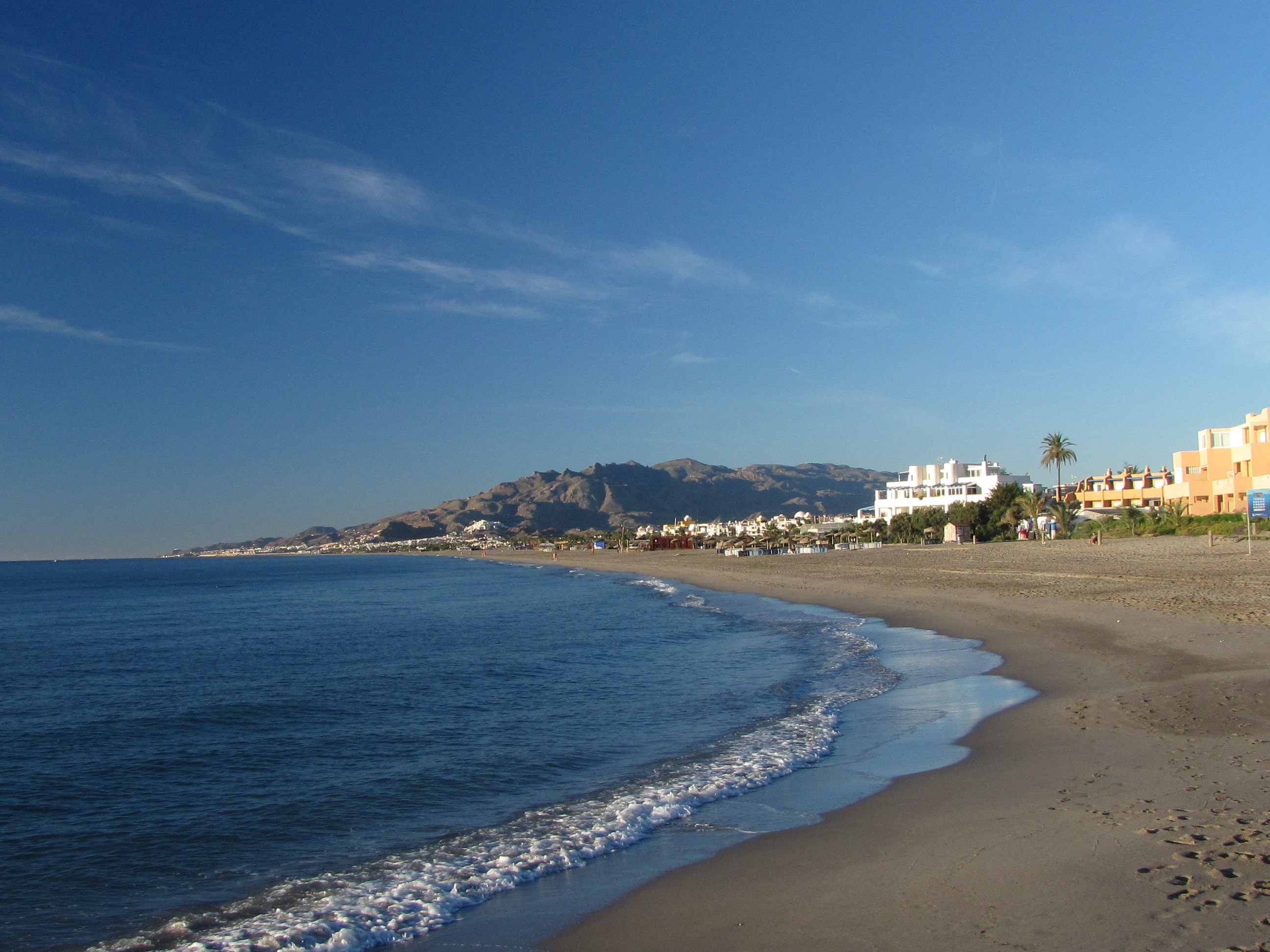
Strand von Vera Playa
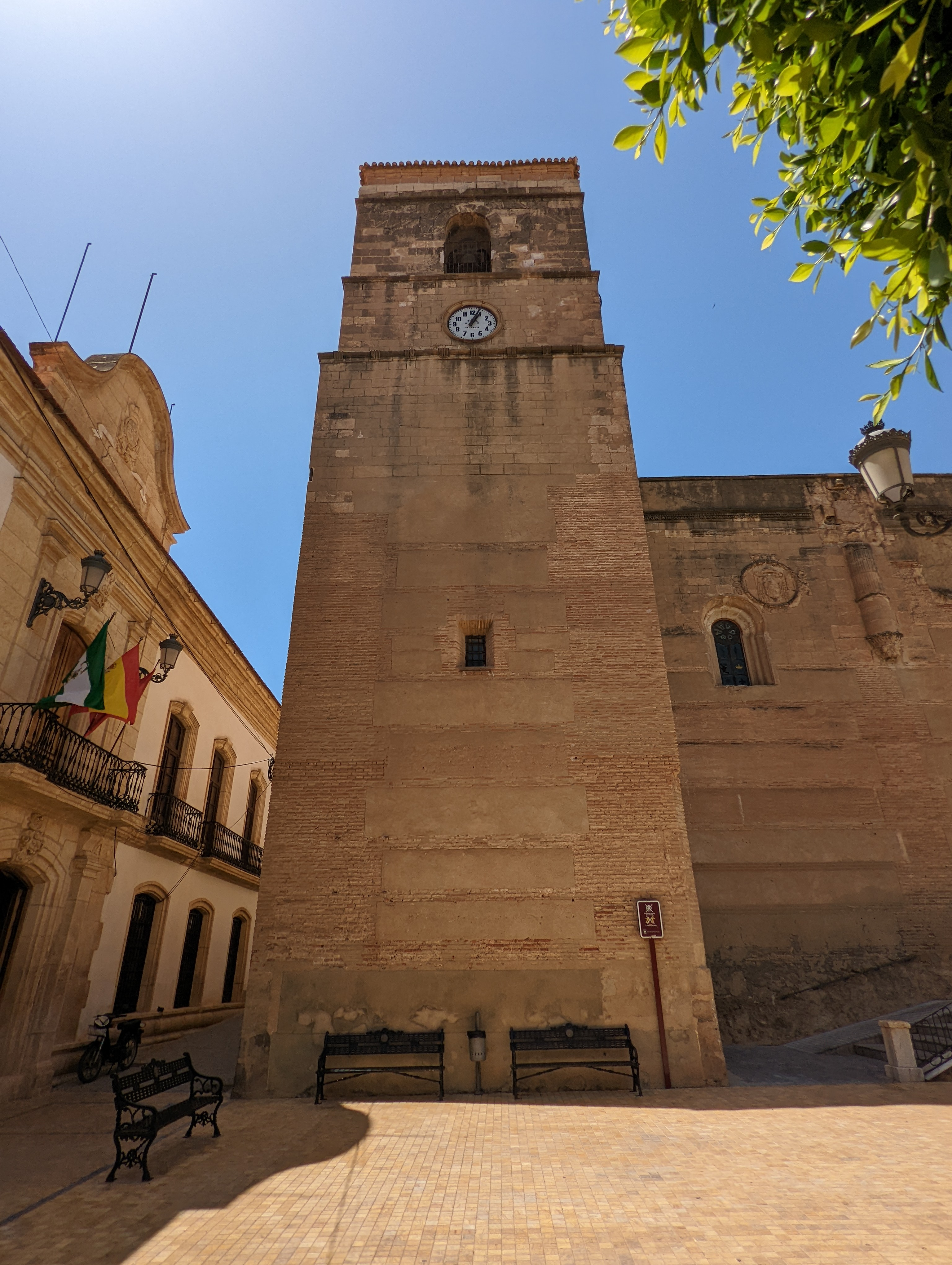
Iglesia de la Encarnación
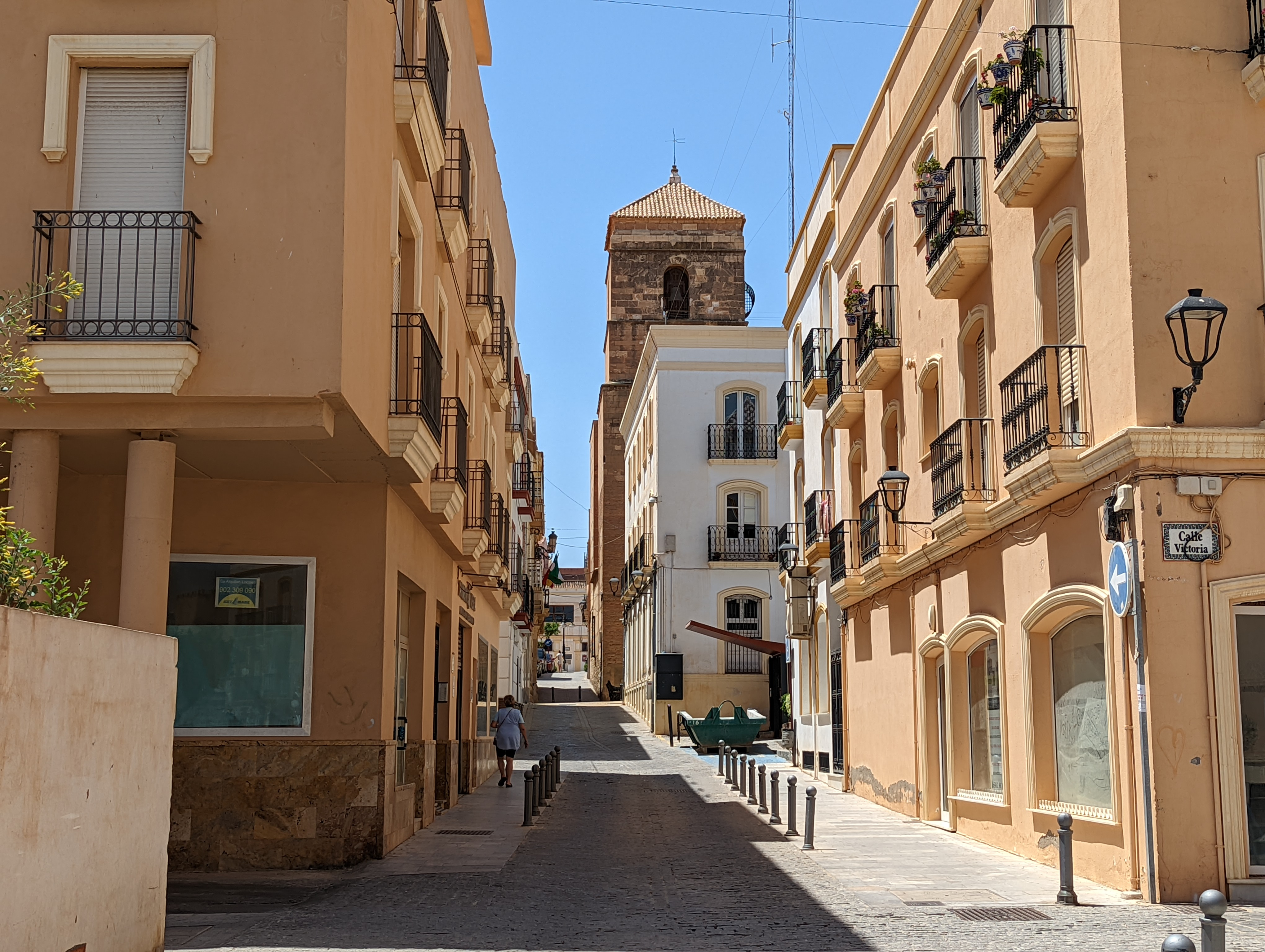
Stadtbild
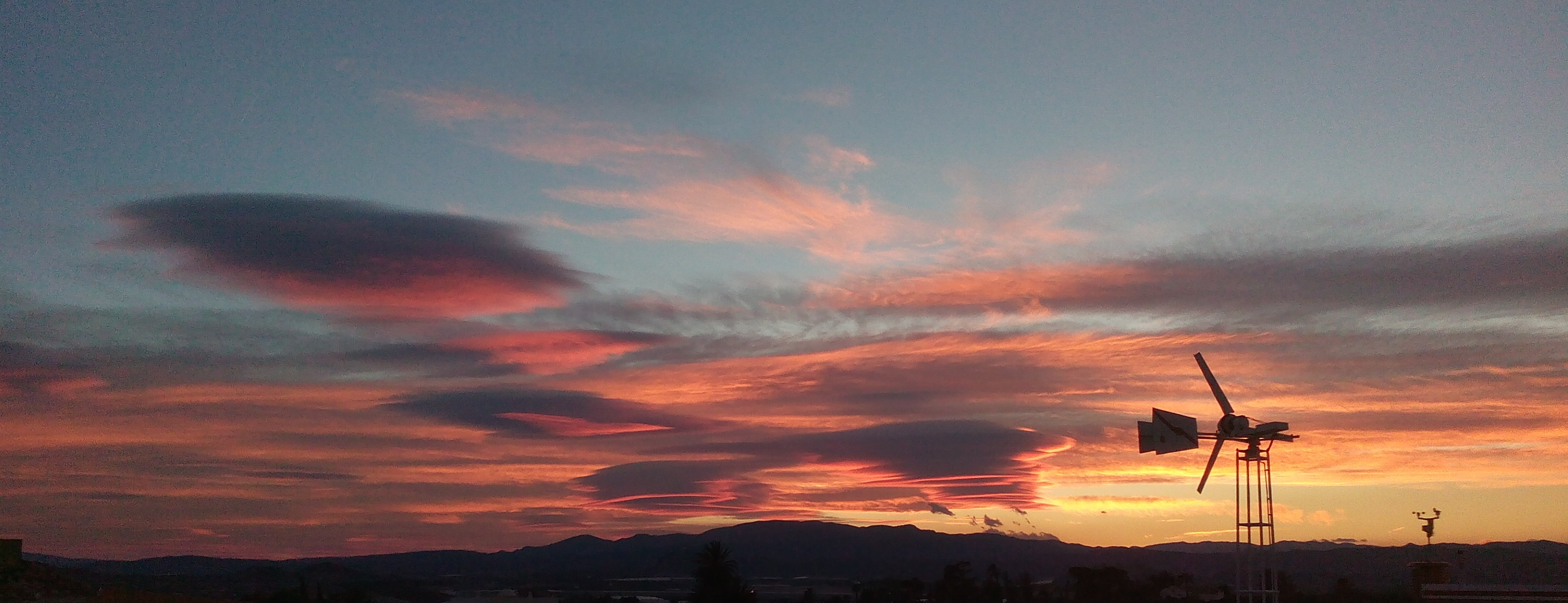
Sonnenuntergang